# Al Lesaily
Al Lesaily (in arabo الليسيلي	‎?), detta anche Al Lisaili, è una comunità dell'Emirato di Dubai, negli Emirati Arabi Uniti. Amministrativamente fa parte del Settore 9 e si trova nella zona centrale di Dubai.

## Territorio
Il territorio della comunità occupa una superficie di 112,7 km² che si sviluppa in un'area non urbana nella zona centrale di Dubai, nella zona compresa fra la Dubai Al Ain Road (E 66) e la Lehbab Road (E 77). Il territorio è attraversato dalla Saih Al Salam Street (D 42).
Il territorio è per una buona parte desertico e gli insediamenti sono concentrati per lo più intorno alla Saih Al Salam Street.
La suddetta Saih Al Salam Street conduce alla Riserva di conservazione del deserto di Al Marmoom che inizia nella parte orientale del territorio della comunità. 
I principali punti di riferimento della comunità sono:
- Al Lusaily Health Center. Centro di medicina di comunità (PHC) fondato nel 2018 in grado di fornire assistenza in un gran numero di discipline mediche.[5]
- Al Lisaili School. È la prima scuola pubblica degli Emirati sviluppata dal Ministero delle Infrastrutture e dello Sviluppo (MOID) utilizzando la tecnica del Building Information Modeling. Il progetto è stato sviluppato dallo studio di architettura UPA Italia.[6]
- Al Lisaily Halls. Si tratta di una struttura costruita nel 2013 dalla Municipalità di Dubai per ospitare eventi nuziali e altri eventi. Ha una superficie di 3.800 m² e può ospitare fino a 850 persone. Dispone anche di una area esterna destinata alla realizzazione di concerti o esposizioni o altre manifestazioni adatte ad essere organizzate all'aperto.[7]

Nell'area vi sono inoltre diverse moschee. Fra questi le maggiori sono:
- Muhammad Said Bin Manana;
- Aisha Um Al Mommineen;
- Ghareesa Al Mansouri;
- Al Marmum Al Kabeer;
- Ali Bin Sultan Al Subousi.

L'area non è attualmente servita dalla Metropolitana di Dubai. Esistono tuttavia due linee di superficie (Bus 67 e 68) che percorrono la Saih Al Salam Street e collegano la zona dei laghi di Al Qudra con il quartiere di Bur Dubai e con la comunità di Lehbab.